# Joep Beving

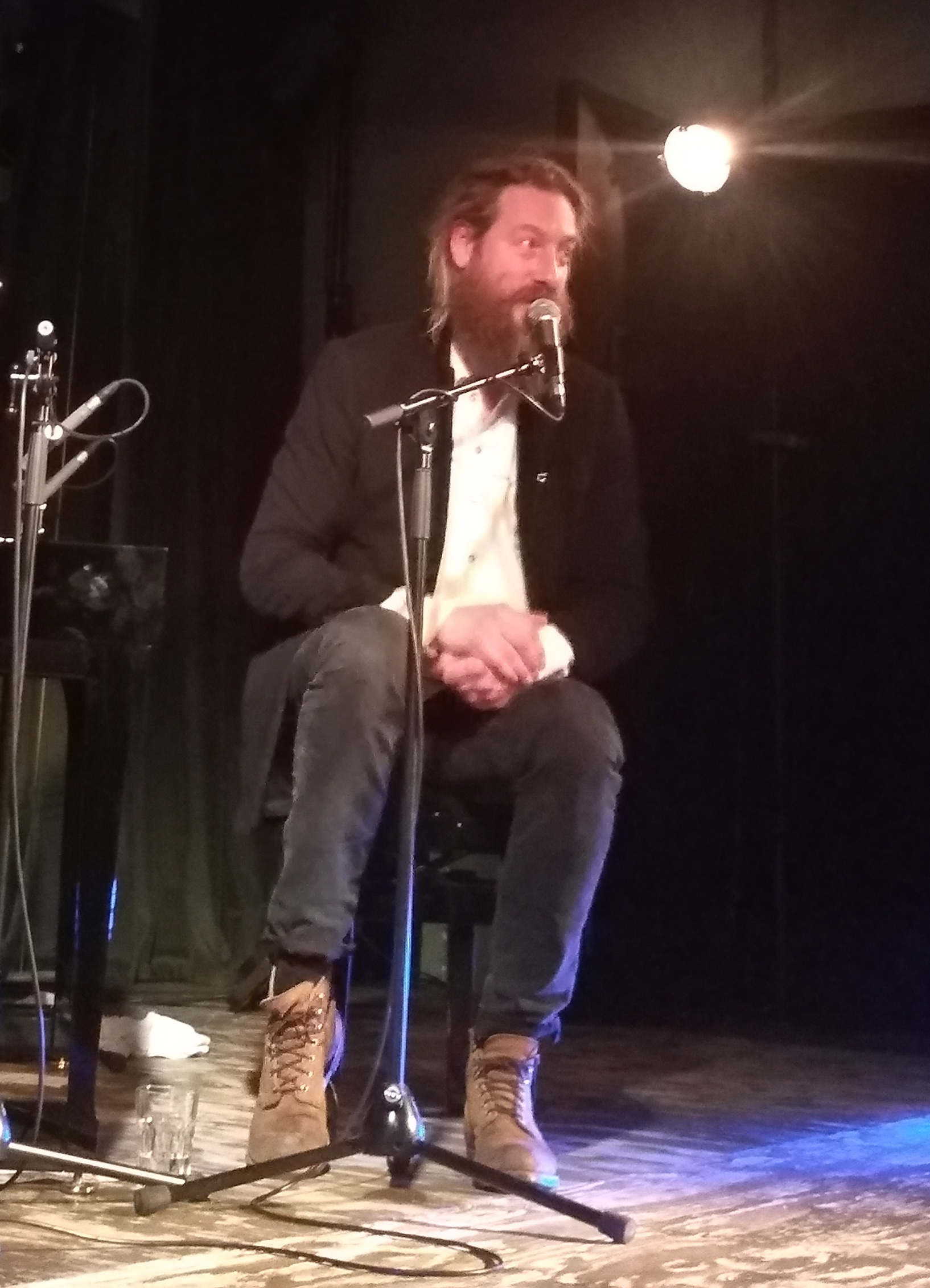
Joep Beving 2017 in Berlin

Joep Beving (* 9. Januar 1976 in Doetinchem) ist ein niederländischer Pianist und Komponist.

## Leben und Wirken
Bereits in seiner Jugendzeit interessierte sich Beving für die Klassische Musik des 20. Jahrhunderts und bewunderte die Werke von Prokofjew, Strawinsky und Rachmaninow. Seine erste Band gründete Beving im Alter von 14 Jahren, es folgten kleinere Auftritte in seiner Heimatstadt Doetinchem. Anschließend durchlief er eine Findungsphase und arbeitete bei einem Unternehmen in der Werbebranche, das Begleitmusik für Werbekampagnen erschuf. Jedoch merkte er, dass die Werbebranche nicht seinen Vorstellungen entsprach. Er fühlte sich mit dem Gedanken unwohl, dass Musik dazu benutzt werden solle, Menschen Gegenstände zu verkaufen, die sie nicht benötigen.
Als er das Cannes Lions International Festival of Creativity besuchte, merkte er zum ersten Mal, welche Wirkung seine Werke auf Zuhörer hatten. Ebenda in einem Hotel spielte er seine Kompositionen auf einem Flügel und die Leute waren laut seiner Aussage zu Tränen gerührt. Diese Erfahrung war sein Schlüsselerlebnis. Es folgten Auftritte für seine Freunde und weitere Anlässe. 
Sein erstes Album war Solipsism. Er versuchte ein Musiklabel zu kontaktieren, scheiterte jedoch und beschloss anschließend, die Herstellung seiner ersten Schallplatten aus eigener Tasche zu finanzieren. Das Design entwarf der niederländische aus dem Iran stammende Künstler Rahi Rezvani. Seine Werke wurden beim Musikstreaming-Dienst Spotify veröffentlicht. Einem großen Publikum wurde er bekannt, als die Redaktion von Spotify seine Werke innerhalb der Plattform in einer frequentierten Playlist einfügte. Nunmehr wurden seine Werke millionenfach von Nutzern angehört. Es folgten diverse Auftritte im Fernsehen. Anschließend folgte ein Rezital im berühmten Konzerthaus Koninklijk Concertgebouw.
Bei einem Auftritt im Piano Salon Christophori in Berlin traf er den A&R-Manager Christian Badzura, der bei der Deutschen Grammophon tätig ist. Daraufhin kam es zu einem Vertragsabschluss. Sein zweites Album trägt den Titel Prehension. Im Januar 2017 trat er als Künstler beim genreübergreifenden Musikfestival Eurosonic Noorderslag auf.

## Stil
Beving beschreibt seinen Stil als „einfache Musik für komplexe Emotionen“. Seine Werke werden überwiegend als melancholische Klanggebilde der Neoklassik beschrieben. 

## Diskografie
- 2015: Solipsism (Deutsche Grammophon)
- 2017: Prehension (Deutsche Grammophon)
- 2019: Henosis (Deutsche Grammophon)
- 2022: Hermetism (Deutsche Grammophon)